# Jean-Baptiste Gendebien
Pour les articles homonymes, voir Gendebien.
Jean-Baptiste Gendebien, né le 17 mai 1791 à Mons et mort le 7 août 1865 à Bruxelles, est un militaire, industriel et homme politique belge.

## Biographie
Jean-Baptiste Gendebien était le fils de Jean-François Gendebien et le frère d'Alexandre Gendebien. Marié en 1824 à Thérèse Henn Kinne, fille du banquier Louis Kinne Henn, il est le beau-père d'Henri du Monceau de Bergendal (fils du général-comte Jean-Baptiste Dumonceau).
En 1804, il devient officier au régiment d’Arenberg, puis, en 1815, au 27e chasseurs à cheval. 
Il est élu membre du Congrès national belge par le district de Charleroi. Il prit en charge la future gouvernance et la gestion des sociétés dans lesquelles sa famille avait des actions. Il a également été président de la Chambre de Commerce de Charleroi.
Gendebien était administrateur ou commissaire :
- Hauts Fourneaux de Châtelineau (1829-1835)
- Charbonnage de Monceau Fontaine (1836)
- Charbonnages Mambourg et Bellevue (1837)
- Charbonnages Agrappe et Grisoeil (1837)
- Sucreries Farciennes et Tergnée
- Scieries de Molenbeek (1840)
- Moulins Bruxellois (1841)
- Galeries royales Saint-Hubert (1845)
- Charbonnages belges (1846)
- Charbonnages de Charleroi (1846)
- Charbonnages d'Oignies-Aiseau (1847)
- Compagnie du chemin de fer de Dendre-et-Waes et de Bruxelles vers Gand par Alost (1852)
- Société pour le Commerce du Bois (1838)

## Sources
- C. Beyaert, Biographies des membres du Congrès national, Bruxelles, 1930, p. 76
- Ressource relative à la vie publique :   - base Léonore